# Голова Центральної виборчої комісії України
Голова Центральної виборчої комісії України — найвища посадова особа Центральної виборчої комісії України, яка діє згідно з Конституцією України та законодавством України.
З 4 жовтня 2019 року посаду обіймає Діденко Олег Миколайович.

## Конституційний та законодавчий статус
В Україні ця посада вперше була введена в 1991 році.
Статус Голови ЦВК чітко визначається статтею 26 Закону України «Про Центральну виборчу комісію».

## Повноваження
Згідно з законом, Голова ЦВК:
- здійснює загальне керівництво діяльністю Комісії та керівництво Секретаріатом Комісії, Службою розпорядника Державного реєстру виборців, організовує їх роботу;
- скликає та веде засідання Комісії, пропонує порядок денний засідання Комісії;
- інформує від імені Комісії Верховну Раду України, Президента України про результати виборів Президента України, народних депутатів України, результати всеукраїнського референдуму;
- підписує постанови Комісії та протоколи її засідань;
- забезпечує розгляд звернень, що надходять до Комісії, проводить особистий прийом громадян України, суб'єктів виборчого процесу і процесу референдуму.
- представляє Комісію у відносинах з органами державної влади, органами місцевого самоврядування, об'єднаннями громадян, виборчими комісіями, комісіями з референдумів, підприємствами, установами і організаціями, іноземними державами, виборцями;
- вносить на затвердження комісії положення про Секретаріат Комісії, Службу розпорядника Державного реєстру виборців, їх структуру, штат та положення про патронатну службу;
- призначає на посади та звільняє з посад керівників Секретаріату Комісії, Служби розпорядника Державного реєстру виборців та інших посадових осіб і працівників Секретаріату Комісії, Служби розпорядника Державного реєстру виборців, працівників патронатної служби, а також вирішує інші питання відповідно до Закону України «Про державну службу» та інших законів України;
- подає на затвердження Комісії фінансовий звіт про витрати коштів Державного бюджету України, виділених на підготовку та проведення відповідних виборів і референдумів, який після затвердження Комісією надсилає до Рахункової палати у строк, визначений чинним законодавством України;
- вносить на розгляд Комісії пропозиції щодо нагородження почесними відзнаками Комісії;

## Попередні Голови ЦВК
1. 1989—1992 — Бойко Віталій Федорович. Провів перші відносно демократичні вибори Верховної Ради УРСР (1990) та Вибори Президента України#1991 — перші президентські вибори незалежної України, на яких головою держави обрали Леоніда Кравчука.
2. 1992—1993 — Лавринович Олександр Володимирович виконував обов'язки голови ЦВК.
3. 1993—1997 — Ємець Іван Григорович. Провів дострокові вибори Президента України у 1994 році, у яких Леонід Кучма переміг Леоніда Кравчука.
4. 1997—2004 — Рябець Михайло Михайлович. Провів дві парламентських кампанії і одну президентську за часів президентства Л.Кучми.
5. 2004 — Ківалов Сергій Васильович. Провів 1-й і 2-й тури виборів Президента, після чого був звільнений зі своєї посади.
6. 2004—2007 — Давидович Ярослав Васильович. Очолював ЦВК під час повторного голосування 2-го туру президентських виборів 2004 року (так званий «третій тур»).
7. 2007—2013 — Шаповал Володимир Миколайович.
8. 2013—2018 — Охендовський Михайло Володимирович[3][4].
9. 2018—2019 — Сліпачук Тетяна Володимирівна[5]